# Zdrávas Maria
Zdrávas Maria (známé také v latinské verzi Ave Maria) je jedna ze základních modliteb katolické církve, oslovující Marii, matku Ježíše Krista.

## Charakteristika
Text modlitby sestává ze dvou částí:
1. První část tvoří slova, kterými Marii oslovil archanděl Gabriel při Zvěstování Panny Marie[1] a připojené požehnání, které pronesla sv. Alžběta při Navštívení Panny Marie[2]. Tato část je užívána od 11. století v modlitbě hodin a v menších pobožnostech.
2. druhá část je v 15. století připojená modlitba, jež obsahuje prosbu o přímluvu za odpuštění hříchů a podporu v hodině smrti. Poprvé se vyskytla v textu Girolama Savonaroly Výklad Ave Maria (Esposizione sopra l’Ave Maria) z roku 1495 a rychle získala oblibu. V roce 1566 byl dodatek oficiálně schválen tridentským koncilem.

Text Zdrávas Maria patří po Otčenáši k nejčastějším katolickým modlitbám. Spolu s Otčenášem a dalšími modlitbami jsou součástí růžence, Zdrávas Maria je také součástí mnoha jiných modliteb (např. Anděl Páně).

## Historie
První část modlitby je spojením dvou úryvků z Lukášova evangelia, oslovení Panny Marie archandělem Gabrielem (L 1,28) a Alžbětino požehnání Panně Marii (L 1,42). Novozákonní text zní takto (v českém ekumenickém překladu, v českém prostředí je pochopitelně modlitba známa v mírně odlišné verzi):
Buď zdráva, milostí zahrnutá, Pán s tebou. (L 1,28b)
Požehnaná jsi nade všechny ženy a požehnaný plod tvého těla.(L 1,42b)
Adresování modlitby Panně Marii je nezbytnou úpravou. Tomáš Akvinský ve svém komentáři poznamenává, že slovo „Maria“ v první části je jediné, ve kterém se modlitba odchyluje od biblického textu.

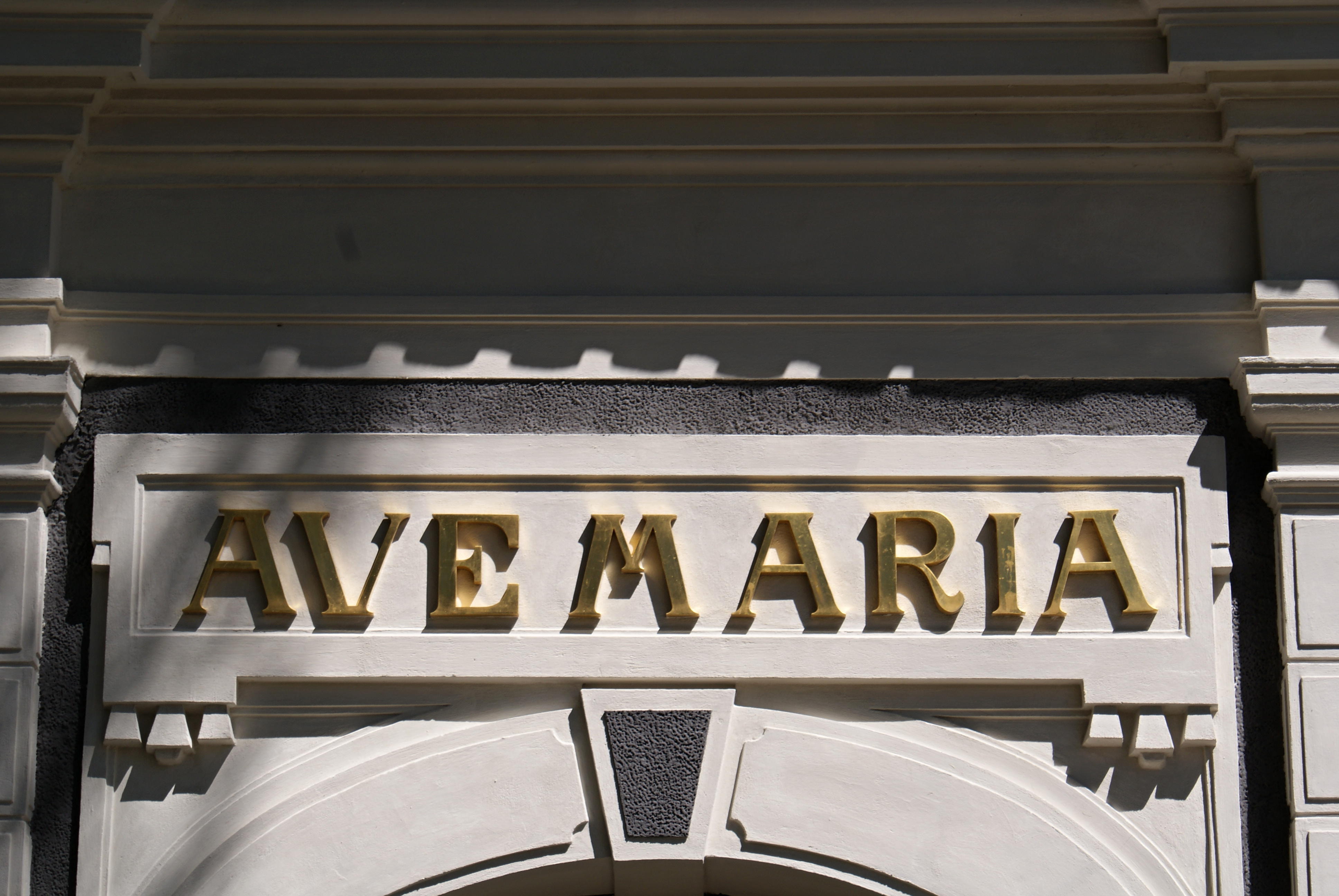
Nápis Ave Maria na kapli Panny Marie Šancovské na Vyšehradě v Praze.

Až v 15. století byla k modlitbě připojena druhá část. Poprvé se vyskytla v textu Girolama Savonaroly Výklad Ave Maria (Esposizione sopra l’Ave Maria) z roku 1495 a rychle získala oblibu. Savonarola (později exkomunikovaný a popravený pro svou kritiku papeže Alexandra VI.) však vycházel z dřívější tradice, obdobné prosby se k modlitbě přidávaly v lidové zbožnosti v průběhu 15. století, podobný doplněk (bez „nyní i v hodině smrti naší“) je doložen z francouzské modlitební knihy z roku 1493 a z dalších textů. V roce 1566 byl dodatek oficiálně schválen tridentským koncilem tím, že byla modlitba v této podobě připojena do Katechismu tridentského koncilu.
Současný oficiální latinský text zní tedy takto: Avē Marīa, grātia plēna, Dominus tēcum. Benedicta tū in mulieribus, et benedictus frūctus ventris tuī, Iēsus. Sancta Marīa, Māter Deī, ōrā prō nōbīs peccātōribus, nunc et in hōrā mortis nostrae. Āmēn.

## Varianty
V odlišné verzi modlitbu používá také řecká pravoslavná církev. Na začátku doplňuje oslovení „Panno Bohorodičko“, střední část modlitby zachovává bez úprav, ale na závěr doplňuje větu: „protože jsi zrodila Spasitele našich duší“.
Řecký text zní takto: Θεοτόκε Παρθένε, χαῖρε, κεχαριτωμένη Μαρία, ὁ Κύριος μετὰ σοῦ. εὐλογημένη σὺ ἐν γυναιξί, καὶ εὐλογημένος ὁ καρπὸς τῆς κοιλίας σου, ὅτι Σωτήρα ἔτεκες τῶν ψυχῶν ἡμῶν.
Což je možno přeložit do češtiny: Panno Bohorodice, raduj se, milostiplná Maria, Pán s tebou. Požehnaná jsi mezi ženami a požehnaný plod tvého lůna, neboť jsi zrodila Spasitele našich duší. Řecké slovo χαῖρε stejně jako latinské ave přitom lze chápat v jeho doslovném významu, tj. jako imperativ „raduj se“, slovo se ale v obou jazycích běžně používalo jako pozdrav.
Syrská pravoslavná církev používá v podstatě překlad latinské verse, s drobným rozlišením – úvodní oslovení (Zdrávas Maria, milosti plná) přednáší kněz a zbytek celé shromáždění.
Ve staroslověnské liturgii se používají dvě verze, novější a starší, obě jsou překladem výše uvedené řecké varianty. Většina věřících užívá novější variantu, v některých oblastech a skupinách ale přežívá starší.
Starší verze (používaná Starověrci a řeckokatolickou církví): Богородице дѣво радѹйсѧ ѡбрадованнаѧ Марїе Господь съ тобою благословена ты въ женахъ, и благословенъ плодъ чрева твоегѡ, ꙗкѡ родила єси Христа Спаса, Избавителѧ дꙋшамъ нашимъ.
Novější verze (uznávaná většinou církví včetně ruské, bulharské, srbské a ukrajinské, vzniknuvší v roce 1656 jako součást reforem patriarchy Nikona): Богородице дѣво, радѹйсѧ, Благодатнаѧ Марїе, Господь съ тобою: благословена Ты въ женахъ, и благословенъ плодъ чрева Твоегѡ; ꙗкѡ Спаса родила єси дꙋшъ нашихъ.

A starší verze sa požíva v církví anglikanských aj luteránských tj. evanjelických jak středověčná verze "Zdrávas Márie, milosti plna, Pán s tebou. Požehnaná ty mezi ženami a požehnaný je plod života tvého, Ježíš."

## Zhudebnění
Ave Maria byl oblíbeným textem hudebních skladatelů všech epoch. Asi nejznámější zhudebnění pocházejí od Franze Schuberta a Charlese Gounoda. Druhý jmenovaný vložil svou melodickou linku s textem do kompozice k 1. preludiu z alba Temperovaný klavír J. S. Bacha, proto toto dílo vstoupilo do dějin hudby jako „Ave Maria Bach-Gounod“. Franz Schubert postavil svou skladbu zpočátku na německém textu, který je překladem anglické básně Waltera Scotta a s modlitbou má společný jen název. Přesto je jeho práce s nezbytnými úpravami běžně prováděna také na tradičním latinském textu Ave Maria. Dalšího zhudebnění se původnímu latinskému textu Ave Maria dostalo ještě např. od Antona Brucknera, Luigiho Cherubiniho, Marcela Duprého, Antonína Dvořáka, Césara Francka, Ference Liszta, Josefa Rheinbergera a Camilla Saint-Saënse. Další skladatelé, jako např. Giuseppe Verdi nebo Richard Wagner, či Giulio Caccini (častěji nazývaná jako verze od Vavilova) také zkomponovali hudbu k Ave Maria, ovšem za použití jiného textu, většinou rýmované parafráze původní modlitby v různých jazycích. Jedno takové populární zhudebnění Ave Maria pochází od známého spisovatele dobrodružných románů Karla Maye. Toto romantické dílko bývá s oblibou prováděno mnohými pěveckými sbory. Jedno z novějších zpracování známého textu pro sbor je od Johannese Menskese, jehož práce je publikována na Vánočním albu.

## Text Ave Maria

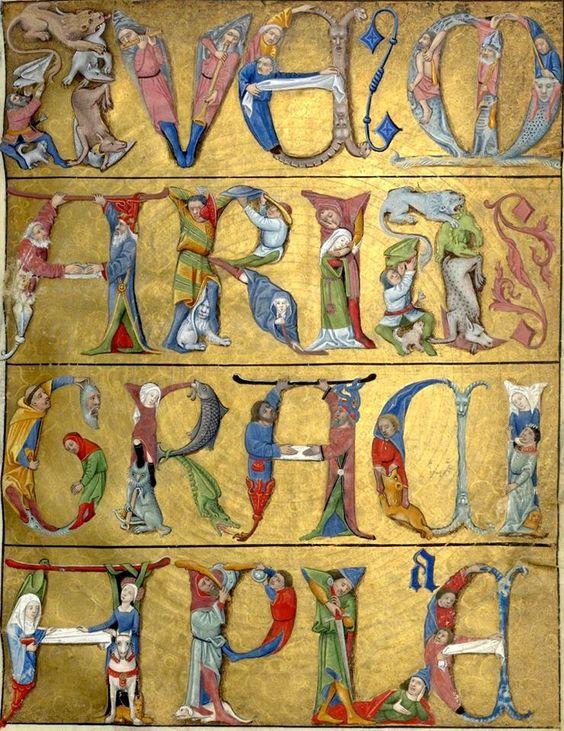
Ave Maria v Hodinkách Karla z Angoulême

| Obvyklý český text | Latinský text |
| --- | --- |
| Zdrávas Maria, milosti plná, Pán s tebou; požehnaná ty mezi ženami a požehnaný plod života tvého, Ježíš. Svatá Maria, Matko Boží, pros za nás hříšné, nyní i v hodinu smrti naší. Amen. | Ave Maria, gratia plena, Dominus tecum. Benedicta tu in mulieribus, et benedictus fructus ventris tui, Jesus. Sancta Maria, Mater Dei, ora pro nobis peccatoribus, nunc et in hora mortis nostrae. Amen. |